# Posso venire a dormire da voi?
Posso venire a dormire da voi? (J'irai dormir chez vous) è una serie di documentari realizzati a partire dal 2004 dal regista francese Antoine de Maximy. In Francia i primi 10 episodi sono stati trasmessi da Canal+ e i successivi da France 5.
In Italia è stata trasmessa da Rai 5 e, in seguito, da La EFFE con il titolo Posso dormire da voi?.

## Il format
Zaino in spalla e tre telecamere (una fissata ad una imbracatura alla vita che lo inquadra in primo piano, una fissata alla spalla che inquadra gli interlocutori e una manuale per inquadrature speciali) Antoine de Maximy arriva in un paese del mondo con l'obiettivo di cercare di socializzare con le persone del posto e chiedere loro di poter dormire nella loro casa, da cui il titolo del programma.
Durante la sesta stagione  ha girato un episodio in Italia, a Venezia, a Bologna e poi in Sardegna. Antoine non pensava di essere conosciuto in Italia ma sembra che il programma fosse  più famoso in Italia di quello che pensava. La  gente per la strada, spesso, era felice di incontrarlo, e voleva addirittura fare una a foto con lui. Quindi era difficile chiedere alla gente di andare a dormire da loro senza essere riconosciuto.

## Episodi
| N°                      | Paese                                 | Prima TV          |                |
| Prima stagione          | Prima stagione                        | Prima stagione    | Prima stagione |
| ----------------------- | ------------------------------------- | ----------------- | -------------- |
| 1                       | Giappone                              | 1º luglio 2005    |                |
| 2                       | Marocco                               | 8 luglio 2005     |                |
| 3                       | Mali                                  | 15 luglio 2005    |                |
| 4                       | Québec (Canada)                       | 22 luglio 2005    |                |
| 5                       | Vanuatu                               | 29 luglio 2005    |                |
| 6                       | India                                 | 5 agosto 2005     |                |
| 7                       | Svizzera                              | 12 agosto 2005    |                |
| 8                       | Cile                                  | 19 agosto 2005    |                |
| 9                       | Australia                             | 26 agosto 2005    |                |
| 10                      | Francia                               | 2 settembre 2005  |                |
| 11                      | Cina                                  | 29 giugno 2006    |                |
| 12                      | Etiopia                               | 6 luglio 2006     |                |
| 13                      | Cambogia                              | 3 agosto 2006     |                |
| 14                      | Emirati Arabi Uniti                   | 24 agosto 2006    |                |
| 15                      | Romania                               | 2 dicembre 2006   |                |
| 16                      | Belgio                                | 9 dicembre 2006   |                |
| 17                      | Francia del Sud                       | 16 dicembre 2006  |                |
| 18                      | Madagascar                            | 23 dicembre 2006  |                |
| 19                      | Bolivia, Perù                         | 30 dicembre 2006  |                |
| 20                      | Regno Unito                           | 6 gennaio 2007    |                |
| Seconda stagione        |                                       |                   |                |
| 1                       | Israele                               | 9 settembre 2007  |                |
| 2                       | Polinesia Francese                    | 16 settembre 2007 |                |
| 3                       | Portogallo                            | 23 settembre 2007 |                |
| 4                       | Finlandia                             | 30 settembre 2007 |                |
| Terza stagione          |                                       |                   |                |
| 1                       | Cuba                                  | 25 aprile 2009    |                |
| 2                       | Nuova Zelanda                         | 9 maggio 2009     |                |
| 3                       | Indonesia                             | 16 maggio 2009    |                |
| 4                       | Iran                                  | 23 maggio 2009    |                |
| 5                       | Grecia                                | 30 maggio 2009    |                |
| 6                       | Messico                               | 20 giugno 2009    |                |
| Quarta stagione         |                                       |                   |                |
| 1                       | Corea del Sud                         | 1º ottobre 2011   |                |
| 2                       | Ghana                                 | 8 ottobre 2011    |                |
| 3                       | Mongolia                              | 15 ottobre 2011   |                |
| 4                       | Hawaii (USA)                          | 22 ottobre 2011   |                |
| 5                       | Albania                               | 29 ottobre 2011   |                |
| Quinta stagione         |                                       |                   |                |
| 1                       | California (USA)                      | 23 dicembre 2013  |                |
| 2                       | Namibia                               | 11 ottobre 2014   |                |
| 3                       | Argentina                             | 18 ottobre 2014   |                |
| 4                       | Germania                              | 25 ottobre 2014   |                |
| 5                       | Birmania                              | 1º novembre 2014  |                |
| 6                       | Capo Verde                            | 8 novembre 2014   |                |
| 7                       | Spagna                                | 15 novembre 2014  |                |
| Fuori serie, in diretta |                                       |                   |                |
|                         | Francia (Arras, Nord-Passo di Calais) | 4 aprile 2015     |                |
| Sesta stagione          |                                       |                   |                |
| 1                       | Irlanda                               | 2 luglio 2015     |                |
| 2                       | Uruguay                               | 9 luglio 2015     |                |
| 3                       | Caraibi (Saint Lucia, Barbados)       | 16 luglio 2015    |                |
| 4                       | Italia                                | 12 settembre 2015 |                |
| 5                       | Kirghizistan                          | 19 settembre 2015 |                |
| Settima stagione        |                                       |                   |                |
| 1                       | Bhutan                                | 14 luglio 2016    |                |
| 2                       | Croazia                               | 14 luglio 2016    |                |
| 3                       | Colombia                              | 21 luglio 2016    |                |
| 4                       | Malta                                 | 21 luglio 2016    |                |
| 5                       | Malawi                                | 27 agosto 2016    |                |
| Ottava stagione         |                                       |                   |                |
| 1                       | Nicaragua                             | 15 giugno 2017    |                |
| 2                       | Bosnia ed Erzegovina                  | 22 giugno 2017    |                |
| 3                       | Thailandia                            | 29 giugno 2017    |                |
| 4                       | Tanzania                              | 6 luglio 2017     |                |
| 5                       | Paesi Bassi                           | 13 luglio 2017    |                |
| Nona stagione           |                                       |                   |                |
| 1                       | Armenia                               | 5 luglio 2018     |                |
| 2                       | Filippine                             | 5 luglio 2018     |                |
| 3                       | Kiribati                              | 12 luglio 2018    |                |
| Decima stagione         |                                       |                   |                |
| 1                       | Cipro                                 | 20 giugno 2019    |                |
| Undicesima stagione     |                                       |                   |                |
| 1                       | Costa Rica                            | 8 ottobre 2021    |                |
| 2                       | Costa d'Avorio                        | 17 giugno 2022    |                |
| 3                       | Kazakistan                            | 28 ottobre 2022   |                |
| 4                       | Serbia                                | 21 aprile 2023    |                |
| 5                       | Vietnam                               | 28 aprile 2023    |                |